# رحمدل بامری
رحمدل بامری (زاده ۱ خرداد ۱۳۵۰) سیاستمدار ایرانی و نماینده مجلس شورای اسلامی از حوزه انتخابیه ایرانشهر، سرباز، دلگان، فنوج، بمپور، بنت، لاشار، آشار و آهوران است. وی موفق شد در دوازدهمین انتخابات مجلس شورای اسلامی که در تاریخ ۱۱ اسفند ۱۴۰۲ برگزار شد، با کسب ۷۰ هزار و ۳۵۹ رأی در حوزه انتخابیه ایرانشهر، سرباز، دلگان، فنوج، بمپور، بنت، لاشار، آشار و آهوران از استان سیستان و بلوچستان انتخاب گردد و به مجلس راه یابد. بامری پیش‌تر سمت معاون سیاسی و اجتماعی استانداری این استان را برعهده داشت.

## حاشیه‌های برگزاری انتخابات دوره دوازدهم حوزه ایرانشهر
در انتخابات مجلس حوزه انتخابیه ایرانشهر با پیروزی رحمدل بامری شائبه‌های زیادی به‌وجود آمد که در روز جمعه ۱۱ اسفند ۱۴۰۲ تخلف و تقلب انتخابات مطرح شد و گزارش‌های زیادی به مسئولان درخصوص ثبت کد ملی‌های فله ای به سیستم و قطع عمد فیبر نوری در شهرهای بمپور،فنوج،لاشار، دلگان و جلگه مطرح است. و در کارزار شماره ۱۰۵۸۰۲ درخواست امضای نزدیک هزار نفر به وزیر کشور جهت رسیدگی اشاره شده است.
جلگه و دلگان بالای ۹۵ درصد مشارکت ثبت شده این درحالیست که سایر نقاط به‌طور متوسط مشارکت ۴۰ درصد بوده است  